# Asclepias cucullata
Asclepias cucullata är en oleanderväxtart. Asclepias cucullata ingår i släktet sidenörter, och familjen oleanderväxter.

## Underarter
Arten delas in i följande underarter:
- A. c. cucullata
- A. c. scabrifolia